# 德昌路 (高雄市)
德昌路（Dechang Rd.）為高雄市前鎮區的南北向道路，南起於漁港路口，北止於鎮興路口銜接康定路。

## 行經行政區域
- 前鎮區

## 沿線設施
（由南至北）
- 高雄市前鎮區仁愛國小
- 7-ELEVEN德新門市
- 全家便利商店高雄德安店
- 幸福．童愛館
- 德昌同安路口停車場
- 德昌夜市
- 高雄市立興仁國中
- 興仁公園

## 公共自行車
- 高雄市公共自行車租賃系統：
  - 漁港德昌路口：德昌路/漁港路(西北側)
  - 同安德昌路口：同安路120號(前人行道)
  - 興仁國中：德昌路345號(前)

## 相關連結
- 高雄市主要道路列表